# Julius Raecke

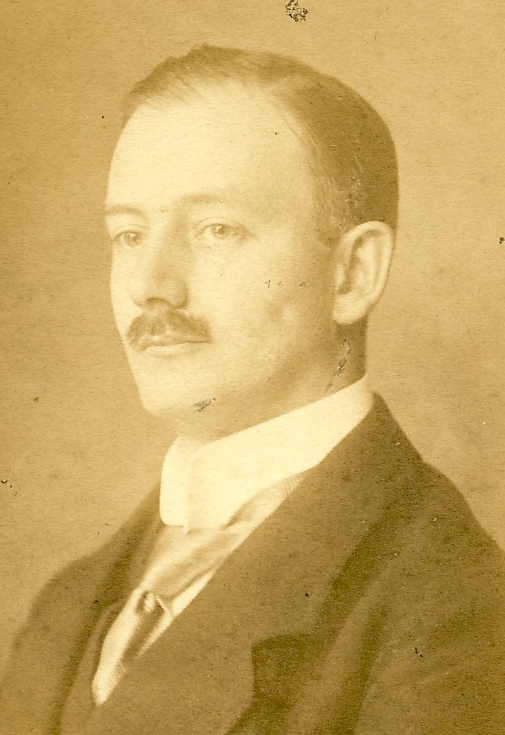

Julius Raecke (* 17. Juli 1872 in London; † 10. März 1930 in Frankfurt am Main) war ein deutscher Psychiater. Seine Arbeitsschwerpunkte lagen in der forensischen und sozialen Psychiatrie.

## Leben
Raecke studierte ab 1890 Medizin in Heidelberg, Würzburg, Gießen und Freiburg im Breisgau. In seiner Zeit in Heidelberg trat er dem Corps Rhenania bei. 1895 promovierte er in Freiburg Ueber primäres Melanocarcinom des Rectum. Anschließend arbeitete er zunächst an der Berliner Charité unter Friedrich Jolly und ging dann als Assistent von Friedrich Karl August Zinn an die Irrenanstalt Eberswalde. 1898 wechselte er an die Irrenanstalt in Frankfurt am Main unter Emil Sioli und 1899 an die Nervenklinik in Tübingen unter Ernst Siemerling. Als Siemerling 1901 die neue Psychiatrische und Nervenklinik Kiel übernahm. folgte ihm Raecke, um sich 1903 in Kiel mit Die transistorischen Bewußtseinsstörungen der Epileptiker zu habilitieren. Sioli holte ihn im selben Jahr als Oberarzt und Nachfolger Alois Alzheimers zurück nach Frankfurt. Raecke nahm aber ein Jahr später ein Angebot Siemerlings an, nach Kiel zurückzukehren. 1904 wurde er zum Professor ernannt. 1910 reiste er in die USA, um sich dort über Jugendgefängnisse und Jugendgerichte zu informieren.
1911 wurde Raecke wieder von Sioli nach Frankfurt geholt mit der Zusage, an der demnächst zu gründenden Frankfurter Universität sein Nachfolger zu werden. Diese Zusage wurde indes nach dem Ersten Weltkrieg nicht eingehalten. Stattdessen erhielt Raecke 1914 zunächst ein Extraordinariat an der Universität Frankfurt und wurde 1918 als außerordentlicher Professor verbeamtet. Am Krieg nahm Raecke als Stabsarzt und Chefarzt einer Sanitätskompanie teil. Er wurde einmal verwundet und mit dem Eisernen Kreuz Erster und Zweiter Klasse ausgezeichnet. 1915 erkrankte er schwer an der Ruhr. Im Juli 1918 wurde er für ein halbes Jahr in die Heimat zurückgerufen, wo er auch das Kriegsende erlebte.
1919 übernahm Raecke für neun Monate die Leitung der Frankfurter Klinik vom zurückgetretenen Sioli. Mit dem Amtsantritt Karl Kleists 1920 wurde Raecke Leiter der „Städtischen Fürsorgestelle für Gemüts- und Nervenkranke in Frankfurt“ und der damit verbundenen psychiatrischen Poliklinik in der Stiftsstraße. Er übernahm außerdem die neu gegründete Eheberatungsstelle der Stadt Frankfurt. Er starb überraschend an Herzversagen.

## Wirken
Raecke veröffentlichte an die 200 wissenschaftliche Arbeiten. Neben den Themen seiner Qualifikationsarbeiten widmete er sich vor allem der gerichtlichen und sozialen Psychiatrie und war ein viel beschäftigter Gerichtsgutachter. Mehrfach aufgelegt wurde sein Grundriß der psychiatrischen Diagnostik (1908). Er verfasste ein Lehrbuch der gerichtlichen Medizin (1919) und eine Monographie über Querulantenwahn (1926). Besondere Aufmerksamkeit widmete er seiner Poliklinik und der damit verbundenen Fürsorgestelle, die er nach eigenen Vorstellungen organisiert hatte.

## Schriften
- Wikisource: Julius Raecke – Quellen und Volltexte
- Ueber Primäres Melanocarcinom des Rectum. Buchdruckerei Ernst Kuttruff, Freiburg i. B. 1895 (Dissertation).
- Die transitorischen Bewußtseinsstörungen der Epileptiker, Marhold, Halle 1903 (Habilitation)
- Zur forensischen bedeutung der multiplen sklerose. Berlin 1907.
- Grundriss der psychiatrischen Diagnostik nebst einem Anhang enthaltend die für den Psychiater wichtigsten Gesetzesbestimmungen und eine Uebersicht der gebräuchlichsten Schlafmittel. Hirschwald, Berlin 
  - 1. Aufl. 1908
  - 2. Aufl. 1910
  - 11. Aufl. 1937, hrsg. von H. W. Gruhle unter dem Titel 'Grundriss der Psychiatrie'
- Die Behandlung nervöser Schulkinder. Vortrag, gehalten auf der 12. amtlichen Kreislehrerkonferenz des Stadtkreises Kiel am 15. März 1910. Beyer, Langensalza 1910.
- Die Beobachtungsbateilung für Jugendliche an der Städtischen Irrenanstalt in Frankfurt a. M. Marhold, Halle a. S. 1912.
- Ueber antisoziale Handlungen epileptischer Kinder. Hirschwald, Berlin 1912, ca. 1912.
- Die Frühsymptome der arteriosklerotischen Gehirnerkrankung. Hirschwald, Berlin 1913.
- Kurzgefasstes Lehrbuch der gerichtlichen Psychiatrie für Mediziner und Juristen. Bergmann, Wiesbaden 1919.
- Der Querulantenwahn. Ein Beitrag zur sozialen Psychiatrie. Bergmann, München 1926.